# FK Vardar
Fudbalski Klub Vardar Skopje (Macedônio: ФК Вардар) é um equipe de futebol da Macedônia fundado em 1947. A equipe disputa a Makedonska Prva Liga a primeira divisão. A equipe é bem sucedida tendo ganho o Campeonato Macedônio de Futebol e a Copa da Macedônia 5 vezes, também ganhou 1 vez a copa da Iugoslávia. Suas cores são vermelho, preto e branco.

## História

### Primeiros anos
O Fudbalski Klub Vardar Skopje foi fundado em 1911. Após a Primeira Guerra Mundial, o Vardar foi refundado, em 1919. No ano de 1926, ele se fundiu com o Gragjanski Skopje e permaneceu assim até 1941, quando o time Makedonija foi estabelecido. Após a Segunda Guerra Mundial, o FK Vardar foi restabelecido com a fusão dos rivais da cidade FK Pobeda (1919) e FK Makedonija (1922), no salão do cinema "Vardar" em 22 de julho de 1947. A assembleia de fundação decidiu que a cor do clube seria azul e assim foi, mas já na assembleia seguinte a decisão foi alterada para vermelho e branco. Através do FK Pobeda, que competiu na primeira temporada da Liga Federal após a Segunda Guerra Mundial, terminou em oitavo lugar e venceu os playoffs de rebaixamento contra o FK Sloga de Novi Sad, o FK Vardar foi membro da liga federal desde o seu início. No entanto, durante a década seguinte, eles foram rebaixados e promovidos de volta diversas vezes. O atual uniforme do clube, nas cores vermelha e preta, foram trazidas de volta após o terremoto de Escópia de 1963, quando o famoso clube de futebol italiano Milan enviou equipamentos para o time.

### Primeira Liga Iugoslava
O clube ganhou seu primeiro troféu grande na Copa da Iugoslávia de 1960-61. Muitos jogadores famosos da região começaram suas carreiras no Vardar e seu triunfo na Copa da Iugoslávia foi um destaque. O líder daquela geração particular de jogadores foi Andon Dončevski, que mais tarde treinou o time de 1986 a 1988. Devido a grandes irregularidades durante a 34ª e última rodada de jogos, a temporada da Primeira Liga Iugoslava de 1985-86 terminou de forma notória. A Associação de Futebol da Iugoslávia, liderada por Slavko Šajber, anulou os resultados da última rodada, ordenando uma repetição de todos os 9 jogos. Doze clubes perderam 6 pontos devido à suposta participação no escândalo de manipulação de resultados. Todos os times concordaram em repetir seus jogos, exceto o FK Partizan, que havia vencido o título com um 4–0 sobre o FK Željezničar, de Sarajevo, que se recusou a entrar em campo novamente. Diante da recusa, a vitória foi concedida ao Željezničar por 3–0, o que deu o título ao Estrela Vermelha, de Belgrado. O Estrela Vermelha jogou a Copa dos Campeões Europeus de 1986–87. No entanto, após uma sequência de processos legais, a tabela final original, com o FK Partizan como campeão, foi oficialmente reconhecida em 1987. A temporada seguinte da Liga Federal (1986-87) viu 10 times começando com -6 pontos. O Vardar, que não teve 6 pontos deduzidos, venceu o título e participou da Copa dos Campeões Europeus de 1987–88, mas a dedução de pontos foi posteriormente anulada após mais embates legais, e o título foi entregue ao Partizan, que acabou na frente na tabela sem a dedução de pontos. Mas para a UEFA, o Vardar foi reconhecido como campeão. Em 1986–87, o time da Liga Federal tinha um grupo de jogadores maravilhosos, liderados pelo talentoso Darko Pančev e qie incluía também  Ilija Najdoski, Dragi Kanatlarovski, Cedomir Janevski e Vujadin Stanojković. 
O FK Vardar passou 33 temporadas na primeira divisão federal de 1947 a 1992 e ficou na 11ª posição na tabela de todos os tempos do campeonato.
| Posição | Clube     | J    | V   | E   | D   | GP   | GC   | SG   | P   |
| ------- | --------- | ---- | --- | --- | --- | ---- | ---- | ---- | --- |
| 11      | FK Vardar | 1041 | 343 | 252 | 444 | 1249 | 1528 | −279 | 933 |

### Após a independência
O Vardar comemorou a independência da Macedônia vencendo três títulos consecutivos, incluindo ficar invicto na temporada inaugural. Durante os anos 90, eles permaneceram no topo do futebol macedônio, alcançando cinco finais de Copa e vencendo quatro delas, concertendo-se no time a ser batido no país. Depois de um período ruim para seus padrões, eles venceram a liga novamente em 2001-02 e na temporada seguinte perderam por pouco a qualificação para a fase de grupos da Liga dos Campeões da UEFA de 2003–04. Uma conquista notável, na segunda rodada de qualificação eles eliminaram o CSKA Moscou e ficaram a um gol de passar pelo Sparta Praga. Em 2011, o Vardar foi originalmente rebaixado da Primeira Liga da Macedônia, mas, depois de comprar a licença da FK Miravci, ele permaneceu na primeira. Na temporada seguinte o time conquistou a liga novamente após nove anos. Até o momento (início de 2025), eles têm 17 grandes honrarias em seu nome. Em 2012, com a nova transformação, o FK Vardar se tornou o primeiro time na Macedônia do Norte organizado como uma sociedade anônima incorporada sob a Lei das Sociedades. O FK Vardar passou 24 temporadas na Primeira Liga de Futebol da Macedônia, de 1992 a 2017, e está classificado em primeiro lugar na tabela de todos os tempos.
| Posição | Clube     | J   | V   | E   | D   | GP   | GC  | SG   | P    |
| ------- | --------- | --- | --- | --- | --- | ---- | --- | ---- | ---- |
| 1       | FK Vardar | 768 | 439 | 180 | 149 | 1428 | 651 | +777 | 1438 |

## Elenco atual
Última atualização: 28 de janeiro de 2025.
Nota: Bandeiras indicam equipe nacional, conforme definido pelas regras de elegibilidade da FIFA. Os jogadores podem ter mais de uma nacionalidade não-FIFA.
| N.º |                      | Posição | Jogador               |
| --- | -------------------- | ------- | --------------------- |
| 1   | Macedónia do Norte   | G       | Metodija Velkovski    |
| 5   | Macedónia do Norte   | D       | Filip Najdovski       |
| 7   | Camarões             | M       | Danel Dongmo          |
| 9   | Macedónia do Norte   | A       | Azer Omeragikj        |
| 10  | Bósnia e Herzegovina | A       | Goran Zakarić         |
| 11  | França               | A       | Djibril Dianessy      |
| 14  | Macedónia do Norte   | M       | Gorjan Cvetkov        |
| 15  | Macedónia do Norte   | M       | Darko Sekovski        |
| 18  | Macedónia do Norte   | D       | Nenad Mishkovski      |
| 20  | Macedónia do Norte   | M       | Kristijan Nikolovski  |
| 23  | Macedónia do Norte   | M       | Filip Duranski        |
| 25  | Macedónia do Norte   | D       | Aleksandar Gjurkovski |
| 30  | Macedónia do Norte   | M       | Nikolche Sharkoski    |
| 77  | Macedónia do Norte   | D       | Vladica Brdarovski    |

| N.º |                    | Posição | Jogador            |
| --- | ------------------ | ------- | ------------------ |
| 87  | Macedónia do Norte | G       | Filip Gachevski    |
| 88  | Sérvia             | M       | Nemanja Bosančić   |
| 90  | Macedónia do Norte | D       | Jasmin Mecinovikj  |
|     | Macedónia do Norte | G       | Davor Taleski      |
|     | Macedónia do Norte | D       | Mite Cikarski      |
|     | Macedónia do Norte | D       | Georgije Jankulov  |
|     | Croácia            | D       | Mislav Matić       |
|     | Macedónia do Norte | D       | Mihail Manevski    |
|     | Eslováquia         | D       | Michal Pintér      |
|     | Senegal            | D       | Faustin Senghor    |
|     | Macedónia do Norte | M       | Dimitar Todorovski |
|     | Uganda             | A       | Rogers Mato        |
|     | Macedónia do Norte | A       | Ediz Spahiu        |
|     | Macedónia do Norte | A       | Mihail Talevski    |

## Títulos

### Nacional
Primeira Liga da Macedônia

Campeão (11): 1992–93, 1993–94, 1994–95, 2001–02, 2002–03, 2011–12, 2012–13, 2014–15, 2015–16, 2016–17, 2019–20

Copa da Macedônia do Norte de Futebol

Campeão (5): 1992–93, 1994–95, 1997–98, 1998–99, 2006–07, 2024-25

Supercopa da Macedônia de Futebol

Campeão (2): 2013, 2015

Copa da Iugoslávia

Campeão (1): 1960–61

Copa da República da Macedônia

Campeão (12): 1955–56, 1965–66, 1966–67, 1967–68, 1968–69, 1969–70, 1970–71, 1971–72, 1972–73, 1979–80, 1980–81, 1991–92

### Europeu
Copa dos Balcãs

Vice-campeão (2): 1972, 1974

## Treinadores
- Kiril Simonovski (1953–55)
- Illés Spitz (1960–61)
- Antal Lyka (1961)
- Aleksandar Tomašević (1963–64)
- Hugo Ruševljanin (1964–??)
- Časlav Božinovski (19??)
- Petar Šulinčevski (19??)
- Stjepan Bobek (1978–81)
- Vukašin Višnjevac (1983–84)
- Ilija Dimovski
- Andon Dončevski (1985–88)
- Metodije Spasovski (1988–89)
- Petar Šulinčevski (1989–90)
- Kiril Dojčinovski (1990)
- Gjoko Hadžievski (1991–93)
- Dragan Tomovski (1993–94)
- Gjoko Hadžievski (1994–95)
- Ilija Dimovski (1995–96)
- Vančo Trpevski
- Perica Gruevski
- Slobodan Goračinov (1996–97)[3]
- Dragi Kanatlarovski (1997)
- Gjore Jovanovski (1998–99)
- Kočo Dimitrovski (1999)
- Alekso Mackov (2000–01)
- Žarko Odžakov (2001)
- Gjoko Hadžievski (2001–03)
- Zoran Stratev (2003–04)
- Toni Jakimovski (2004)
- Gildo Rodrigues (2004)
- Vujadin Stanojković (2004–05)
- Dragi Kanatlarovski (2005–07)
- Zoran Stratev (2007–08)
- Kiril Dojčinovski (2008)
- Ratko Dostanić (2008)
- Milko Gjurovski (2008–09)
- Žikica Tasevski (2009)
- Pane Blaževski (2009)
- Mario Vujović (2009)
- Gjorgji Todorovski (2009–10)
- Ilčo Gjorgioski (2010)
- Zoran Stratev (2011)
- Ilčo Gjorgioski (2011–12)
- Blagoja Milevski (2012–13)
- Nikola Ilievski (2013)
- Blagoja Milevski (2013–14)
- Sergey Andreyev (2014–15)
- Goce Sedloski (2015–)